# دیوانه تفنگ (فیلم ۱۹۹۲)
دیوانه تفنگ (به انگلیسی: Guncrazy) فیلمی محصول سال ۱۹۹۳ و به کارگردانی تامرا دیویس است. در این فیلم بازیگرانی همچون درو بریمور، جیمز لوگرو، بیلی دراگو، رادنی هاروی، جو دالساندرو، مایکل ایرون‌ساید، جرمی دیویس و جو دالساندرو ایفای نقش کرده‌اند.